# Легостаевский сельсовет (Новосибирская область)
Легостаевский сельсовет — сельское поселение в Искитимском районе Новосибирской области Российской Федерации.
Административный центр — село Легостаево.

## История
Статус и границы сельского поселения установлены Законом Новосибирской области от 2 июня 2004 года № 200-ОЗ «О статусе и границах муниципальных образований Новосибирской области»

## Население
| 2002  | 2010  | 2012  | 2013  | 2014  | 2015  | 2016  |
| ----- | ----- | ----- | ----- | ----- | ----- | ----- |
| 2162  | ↘1723 | ↗1753 | ↘1735 | ↘1723 | ↘1678 | ↘1633 |
| 2017  | 2018  | 2019  | 2020  | 2021  |       |       |
| ↘1594 | ↘1567 | ↘1531 | ↘1491 | ↘1454 |       |       |

## Состав сельского поселения
| № | Населённый пункт | Тип населённого пункта       | Население |
| - | ---------------- | ---------------------------- | --------- |
| 1 | Легостаево       | село, административный центр | ↘1196     |
| 2 | Малиновка        | деревня                      | ↘203      |
| 3 | Новососедово     | деревня                      | ↘156      |
| 4 | Старососедово    | деревня                      | ↘168      |

### Упразднённые населённые пункты
- Архиповка — упразднённый в 1968 году посёлок.
- Ивановка — упразднённый в 1968 году посёлок.
- Лебедевка — упразднённая в 1977 году деревня.